# NGC 2
NGC 2 est une galaxie spirale intermédiaire, bien que sa classification de cette galaxie soit incertaine. Elle est située dans la constellation de Pégase à une distance d'environ 106,3 ± 7,5 Mpc (∼347 millions d'al). NGC 2 a été découverte par l'astronome irlandais Lawrence Parsons en 1873 avec un télescope de 72 pouces (182,9 cm).
La magnitude apparente de cette galaxie est égale à 14,2 et sa taille angulaire est moyenne, égale à (1,0′ × 0,6′). En raison de ces caractéristiques, elle n'est pas à la portée des télescopes d'amateurs.
NGC 2 se trouve à proximité de NGC 1 sur la sphère céleste, mais ces deux galaxies sont à des distances très différentes et elles forment une paire optique.

## Caractéristiques
La classe de luminosité de NGC 2 est II et elle présente une large raie HI.
La classe de luminosité de NGC 2 est I-II et elle présente une large raie HI.

### Distance
Sa vitesse par rapport au fond diffus cosmologique est de 7 209 ± 24 km/s, ce qui correspond à une distance de Hubble de 106,3 ± 7,5 Mpc (∼347 millions d'al).
À ce jour, 13 mesures non basées sur le décalage vers le rouge (redshift) donnent une distance de 93,738 ± 11,826 Mpc (∼306 millions d'al), ce qui est à l'intérieur des distances calculées en employant la valeur du décalage. Notons cependant que c'est avec la valeur moyenne des mesures indépendantes, lorsqu'elles existent, que la base de données NASA/IPAC calcule le diamètre d'une galaxie et qu'en conséquence le diamètre de NGC 2 pourrait être d'environ 37,1 kpc (∼121 000 al) si on utilisait la distance de Hubble pour le calculer.

## Classification

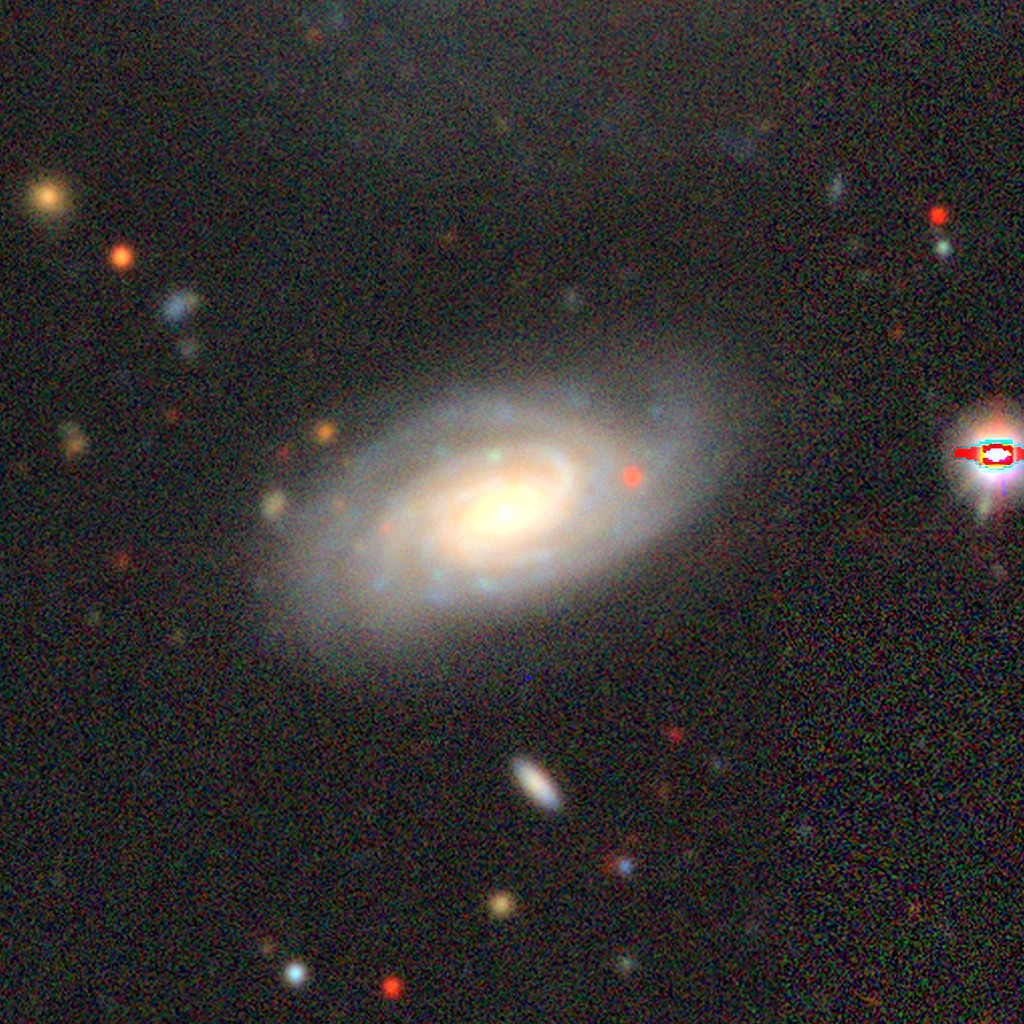
NGC 2 par le projet « Legacy Surveys DR10 ».

Toutes les sources classifient NGC 2 comme une galaxie spirale ordinaire, sauf le professeur Seligman qui indique qu'il s'agit d'une galaxie spirale intermédiaire (SABbc). L'image produite par l'équipe du « Legacy Surveys » montre deux bras spiraux qui semblent partir de l'extrémité du bulbe. La classification de spirale intermédiaire décrit peut-être mieux cette galaxie.  

## Paire optique de galaxies
NGC 1, qui est à environ 1,8 minute d'arc au nord de NGC 2, forme un couple « apparent » avec NGC 1. En réalité les deux galaxies ne sont pas physiquement reliées entre elles, puisque la distance qui nous sépare de NGC 2 est d'environ 62 Mpc (203 mal), un peu moins de la moitié de la distance qui nous sépare de NGC 1.